# 揖宿郡
- 令制国一覧 > 西海道 > 薩摩国 > 揖宿郡
- 日本 > 九州地方 > 鹿児島県 > 揖宿郡

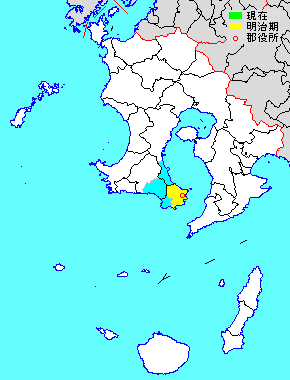
鹿児島県揖宿郡の位置（水色：後に他郡から編入した区域）

揖宿郡（いぶすきぐん）は、鹿児島県（薩摩国）にあった郡。

## 郡域
1879年（明治12年）に行政区画として発足した当時の郡域は、指宿市の大部分（山川大山・山川岡児ケ水・開聞仙田・開聞川尻・開聞十町を除く）にあたる。

## 歴史

### 近世以降の沿革
- 延享元年（1744年） - 頴娃郡仙田村の一部（上野方限・尾下方限）が割譲して利永村（のちの利永村、現在の山川利永及び開聞上野）が編成され[1]、同じ頴娃郡に属していた池田村[2]と共に所属郡が本郡に変更し、今和泉郷の一部となる。
- 明治初年時点では全域が薩摩鹿児島藩領であった。「旧高旧領取調帳」に記載されている明治初年時点での村は以下の通り[3]。全域が現・指宿市。（11村）
  - 今和泉郷 - 岩本村、小牧村、池田村、利永村、新西方村
  - 指宿郷 - 東方村、拾町村、拾弍町村、西方村
  - 山川郷（一部） - 成川村、福元村
- 明治4年7月14日（1871年8月29日） - 廃藩置県により鹿児島県の管轄となる。
- 明治5年2月1日（1872年3月9日） - 壬申戸籍制度の施行に伴い、鰻池北東岸の鰻村の全戸が鰻姓を名乗ることを申し出る[4]。
- 明治12年（1879年）2月17日 - 郡区町村編制法の鹿児島県での施行により、行政区画としての揖宿郡が発足。「知覧郡役所」が給黎郡郡村に設置され、同郡および川辺郡・頴娃郡とともに管轄。

### 町村制以降の沿革

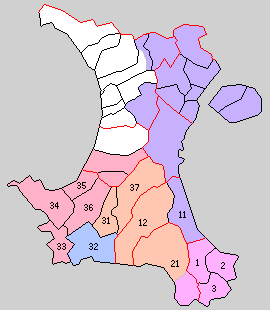
1.今和泉村 2.指宿村 3.山川村 11.喜入村 21.頴娃村（紫：鹿児島市 桃：指宿市 橙：南九州市 11・12は給黎郡 31 - 37は川辺郡）

- 明治22年（1889年）4月1日 - 町村制の施行により、各郷に今和泉村、指宿村、山川村［頴娃郡2村を含む］となる。（3村）
- 明治30年（1897年）4月1日 - 郡制の施行のため、揖宿郡・頴娃郡および給黎郡の一部の区域をもって、改めて揖宿郡が発足[5]。郡役所が指宿村に設置。以下の各村が本郡の所属となる。（5村）
  - 旧・頴娃郡 - 頴娃村（現・指宿市、南九州市）
  - 旧・給黎郡（一部） - 喜入村（現・鹿児島市）
- 明治31年（1897年）4月1日 - 郡制を施行。
- 大正12年（1923年）4月1日 - 郡会が廃止。郡役所は存続。
- 大正15年（1926年）7月1日 - 郡役所が廃止。以降は地域区分名称となる。
- 昭和5年（1930年）1月1日 - 山川村が町制施行して山川町となる。（1町4村）
- 昭和8年（1933年）5月1日 - 指宿村が町制施行して指宿町となる。（2町3村）
- 昭和23年（1948年）9月1日 - 今和泉村の一部（利永）が分立して利永村が発足。（2町4村）
- 昭和25年（1950年）8月1日 - 頴娃村が町制施行して頴娃町となる。（3町3村）
- 昭和26年（1951年）10月1日 - 頴娃町の一部（仙田・十町）が分立して開聞村が発足。（3町4村）
- 昭和29年（1954年）4月1日 - 指宿町・今和泉村が合併して指宿市が発足し、郡より離脱。（2町3村）
- 昭和30年（1955年）4月1日（3町1村）
  - 利永村が分割し、一部[6]が開聞村、残部が山川町に編入。開聞村が即日町制施行して開聞町となる。
- 昭和31年（1956年）10月15日 - 喜入村が町制施行して喜入町となる。（4町）
- 平成16年（2004年）11月1日 - 喜入町が鹿児島市に編入。（3町）
- 平成18年（2006年）1月1日 - 山川町・開聞町が指宿市と合併し、改めて指宿市が発足、郡より離脱。（1町）
- 平成19年（2007年）12月1日 - 頴娃町が川辺郡知覧町・川辺町と合併して南九州市が発足。同日揖宿郡消滅。

### 変遷表
| 明治22年4月1日 | 明治22年 - 大正15年    | 昭和元年 - 昭和29年        | 昭和元年 - 昭和29年         | 昭和30年 - 昭和64年                  | 平成元年 - 現在                | 現在     |
| -------------- | ---------------------- | -------------------------- | --------------------------- | ------------------------------------ | ------------------------------ | -------- |
| 指宿村         | 指宿村                 | 昭和8年5月1日 町制         | 昭和8年5月1日 町制          | 昭和29年4月1日 指宿市                | 平成18年1月1日 指宿市          | 指宿市   |
| 今和泉村       | 今和泉村               | 今和泉村                   | 今和泉村                    | 昭和29年4月1日 指宿市                | 平成18年1月1日 指宿市          | 指宿市   |
| 今和泉村       | 今和泉村               | 昭和23年9月1日 分立 利永村 | 昭和23年9月1日 分立 利永村  | 昭和30年4月1日 開聞村に編入 即日町制 | 平成18年1月1日 指宿市          | 指宿市   |
| 今和泉村       | 今和泉村               | 昭和23年9月1日 分立 利永村 | 昭和23年9月1日 分立 利永村  | 昭和30年4月1日 山川町に編入          | 平成18年1月1日 指宿市          | 指宿市   |
| 山川村         | 山川村                 | 昭和5年1月1日 町制         | 昭和5年1月1日 町制          | 山川町                               | 平成18年1月1日 指宿市          | 指宿市   |
| 頴娃郡 頴娃村  | 明治29年3月29日 揖宿郡 | 昭和25年8月1日 町制        | 昭和26年10月1日 分立 開聞村 | 昭和30年4月1日 町制                  | 平成18年1月1日 指宿市          | 指宿市   |
| 頴娃郡 頴娃村  | 明治29年3月29日 揖宿郡 | 昭和25年8月1日 町制        | 頴娃町                      | 頴娃町                               | 平成19年12月1日 南九州市       | 南九州市 |
| 給黎郡 喜入村  | 明治29年3月29日 揖宿郡 | 喜入村                     | 喜入村                      | 昭和31年10月15日 町制                | 平成16年11月1日 鹿児島市に編入 | 鹿児島市 |